# Tenis ziemny na Letniej Uniwersjadzie 2011
Tenis ziemny na Letniej Uniwersjadzie 2011 – turniej tenisowy, który był rozgrywany w dniach 14–21 sierpnia 2011 roku podczas letniej uniwersjady w Shenzhen. Zawodnicy zmagali się na obiektach Longgang Tennis Center i Shenzhen Tennis Center. Tenisiści rywalizowali w siedmiu konkurencjach: singlu, deblu i drużynówce mężczyzn oraz kobiet oraz grze mieszanej.

## Tabela medalowa
| Klasyfikacja medalowa |                  |       |        |      |       |
| Pozycja               | Państwo          | Złoto | Srebro | Brąz | Razem |
| 1                     | Tajlandia        | 2     | 1      | 1    | 4     |
| 2                     | Korea Południowa | 2     | 0      | 2    | 4     |
| 3                     | Chińskie Tajpej  | 2     | 0      | 1    | 3     |
| 4                     | Japonia          | 1     | 1      | 1    | 3     |
| 5                     | Białoruś         | 0     | 3      | 2    | 5     |
| 6                     | Rosja            | 0     | 1      | 3    | 4     |
| 7                     | Chiny            | 0     | 1      | 0    | 1     |
| 8                     | Meksyk           | 0     | 0      | 1    | 1     |
| 8                     | Hiszpania        | 0     | 0      | 1    | 1     |
| Razem                 | Razem            | 7     | 7      | 12   | 26    |

## Medaliści
| Konkurencja:             | Złoto:                                                                      | Srebro:                                                                  | Brąz:                                                                 |  |  |  |
| Mężczyźni                |                                                                             |                                                                          |                                                                       |  |  |  |
| Gra pojedyncza szczegóły | Lim Yong-kyu                                                                | Tejmuraz Gabaszwili                                                      | Siarhei Betau Alaksandr Bury                                          |  |  |  |
| Gra podwójna szczegóły   | Hsieh Cheng-peng Lee Hsin-han                                               | Siarhei Betau Alaksandr Bury                                             | Lim Yong-kyu Seol Jae-min David Estruch Pablo Manuel Montoro Gimenez  |  |  |  |
| Drużynowo                | Korea Południowa · Lim Yong-kyu · Oh Dae-soung · Seol Jae-min               | Białoruś · Siarhei Betau · Alaksandr Bury                                | Chińskie Tajpej · Hsieh Cheng-peng · Huang Liang-chi · Lee Hsin-han   |  |  |  |
| Kobiety                  |                                                                             |                                                                          |                                                                       |  |  |  |
| Gra pojedyncza szczegóły | Nudnida Luangnam                                                            | Nungnadda Wannasuk                                                       | Ksienija Łykina Yoo Mi                                                |  |  |  |
| Gra podwójna szczegóły   | Shūko Aoyama Kotomi Takahata                                                | Guo Li Li Ting                                                           | Valeria Pulido Leticia Nazari Urbina Ksienija Łykina Marta Sirotkina  |  |  |  |
| Drużynowo                | Tajlandia · Nudnida Luangnam · Nungnadda Wannasuk · Varatchaya Wongteanchai | Japonia · Shūko Aoyama · Sachie Ishizu · Hiroko Kuwata · Kotomi Takahata | Rosja · Ksienija Łykina · Marta Sirotkina                             |  |  |  |
|                          |                                                                             |                                                                          |                                                                       |  |  |  |
| Gra mieszana szczegóły   | Chan Chin-wei Lee Hsin-han                                                  | Alaksandr Bury Swiatłana Pirażenka                                       | Shūko Aoyama Takuto Niki Weerapat Doakmaiklee Varatchaya Wongteanchai |  |  |  |